# Sodinci
Sodinci is een plaats in Slovenië en maakt deel uit van de gemeente Ormož in de NUTS-3-regio Podravska. De plaats telde 273 inwoners op 1 januari 2020.